# Youri Solodovnitchenko
Youriy Vladyslavovytch Solodovnytchenko (en ukrainien : Юрій Владиславович Солодовниченко) est un joueur d'échecs ukrainien né le 8 février 1978, grand maître international depuis 2007.
Au 1er janvier 2023, Solodovnitchenko est le 36e joueur ukrainien avec un classement Elo de 2 477.

## Tournois individuels
Youri Solodovnitchenko a remporté les tournois de :
- Pilsen en août 1998 (tournoi junior)[2] ;
- l'open de Rochefort en 2003[3] et 2005[4] ;
- le tournoi mémorial Daniël Noteboom en février 2009 avec 5,5 points sur 6 (au départage devant Friso Nijboer)[5].

Il finit à la 1re-6e place ex æquo (troisième au départage) du Norsk Sjakkfestival de Fagernes (Norvège) en avril-mai 2012 (victoire de Vladimir Georgiev au départage) et  à la 1re-8e place ex æquo (troisième au départage) de  l'open Neckar de Deizisau (Allemagne) en mars 2013 (victoire de Richárd Rapport au départage).
Il gagne
- l'open de Fano (Italie) en août 2012[8] et juillet août 2013[9] ;
- l'open Xtracon, disputé à Køge au Danemark en octobre 2013 devant Axel Smith[10]
- l'open de Västerås (Suède) en septembre 2014[11] ;
- l'open d'Oslo en octobre 2014, ex æquo avec Jan Werle et Maksim Tourov[12]
- le championnat de la Petite-Pologne (Malopolska) à Cracovie en juin 2021[13]..
- l'open de Paleóchora en août 2021[14],[15] ;
- le tournoi fermé du Wurtemberg à Lichtenstein en septembre 2022[16] et 2023[17].

En 2023, il remporte :
- l'« Open Internacional de Ajedrez Semana Santa 2023 en La Nucia » faisant partie du Circuit FIDE 2023, au départage devant entre autres Mendonca, Maurizzi, Postny et Moussard (avril 2023)[18],[19] ;
- l'open de La Pobla de Lillet en août 2023[20] ;

## Compétitions par équipe
Baklan a remporté la médaille de bronze par équipe au championnat d'Ukraine des clubs d'échecs en 1998.